# Chiesa di Santa Maria delle Grazie (Montepulciano)
La chiesa di Santa Maria delle Grazie si trova a Montepulciano, in provincia di Siena e diocesi di Montepulciano-Chiusi-Pienza.

## Descrizione
La facciata della chiesa è preceduta da un porticato a tre arcate eseguito su progetto, come tutta la fronte, di Ippolito Scalza.
L'interno, ad aula unica, presenta una decorazione a ricchi stucchi dorati del Settecento. Gli altari della navata destra conservano una Madonna col Bambino tra i santi Giovanni Battista e Marco di Niccolò Betti ed una terracotta invetriata attribuita ad Andrea e Giovanni della Robbia con il Padre eterno, santi e angeli, che racchiude un affresco della seconda metà del Trecento e ha ai lati due statue, con l'Annunziata e l'Arcangelo Gabriele, in terracotta invetriata di fattura robbiana. Sul terzo altare di sinistra è collocata una tela con il Ritrovamento della Croce, eseguita nel 1632 dal montepulcianese Bartolomeo Barbiani, attivo quasi esclusivamente in Umbria.
Da notare l'organo con canne di cipresso del XVI-XVII secolo dentro una cassa settecentesca intagliata e dorata.

## Galleria d'immagini

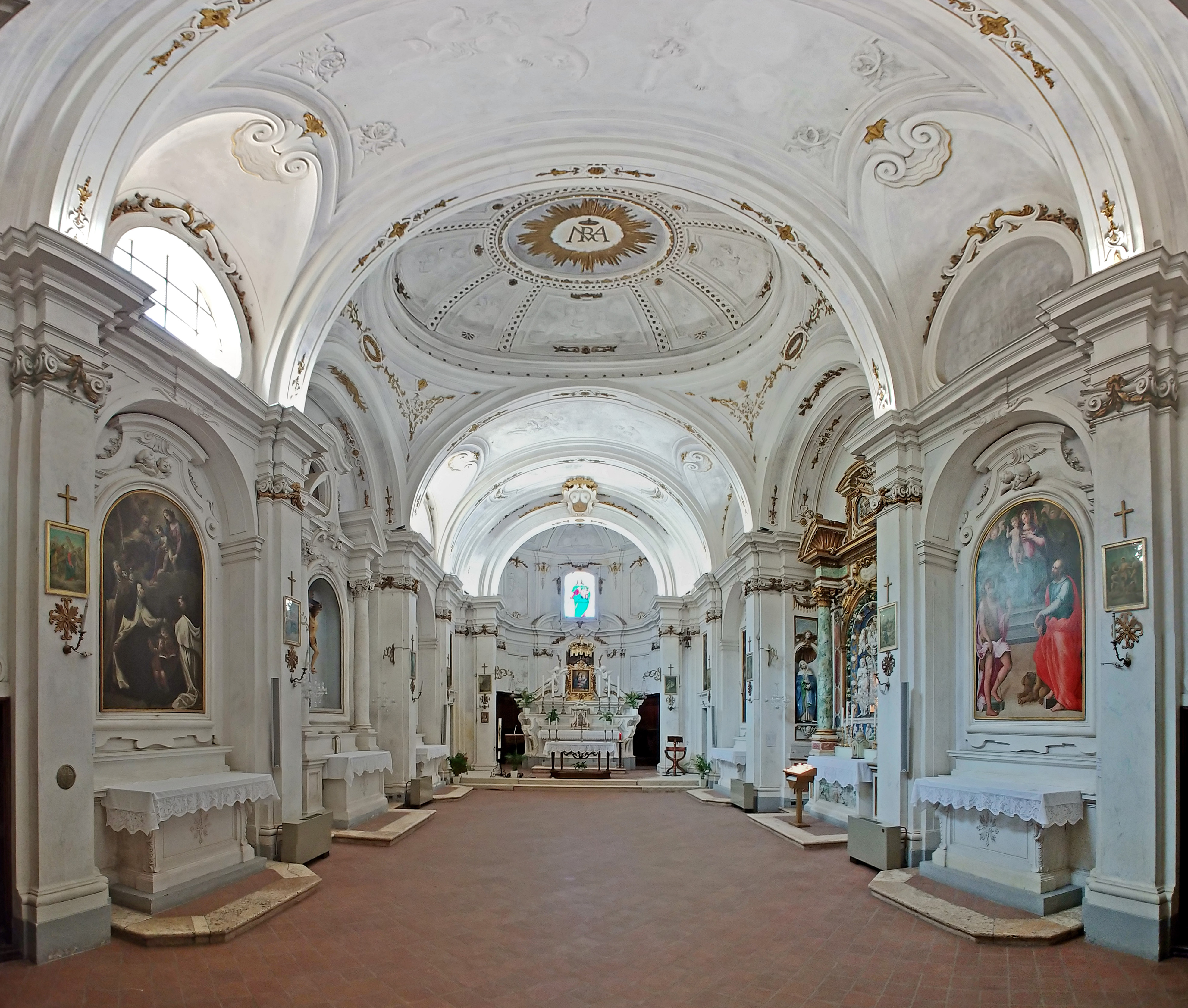
Interno
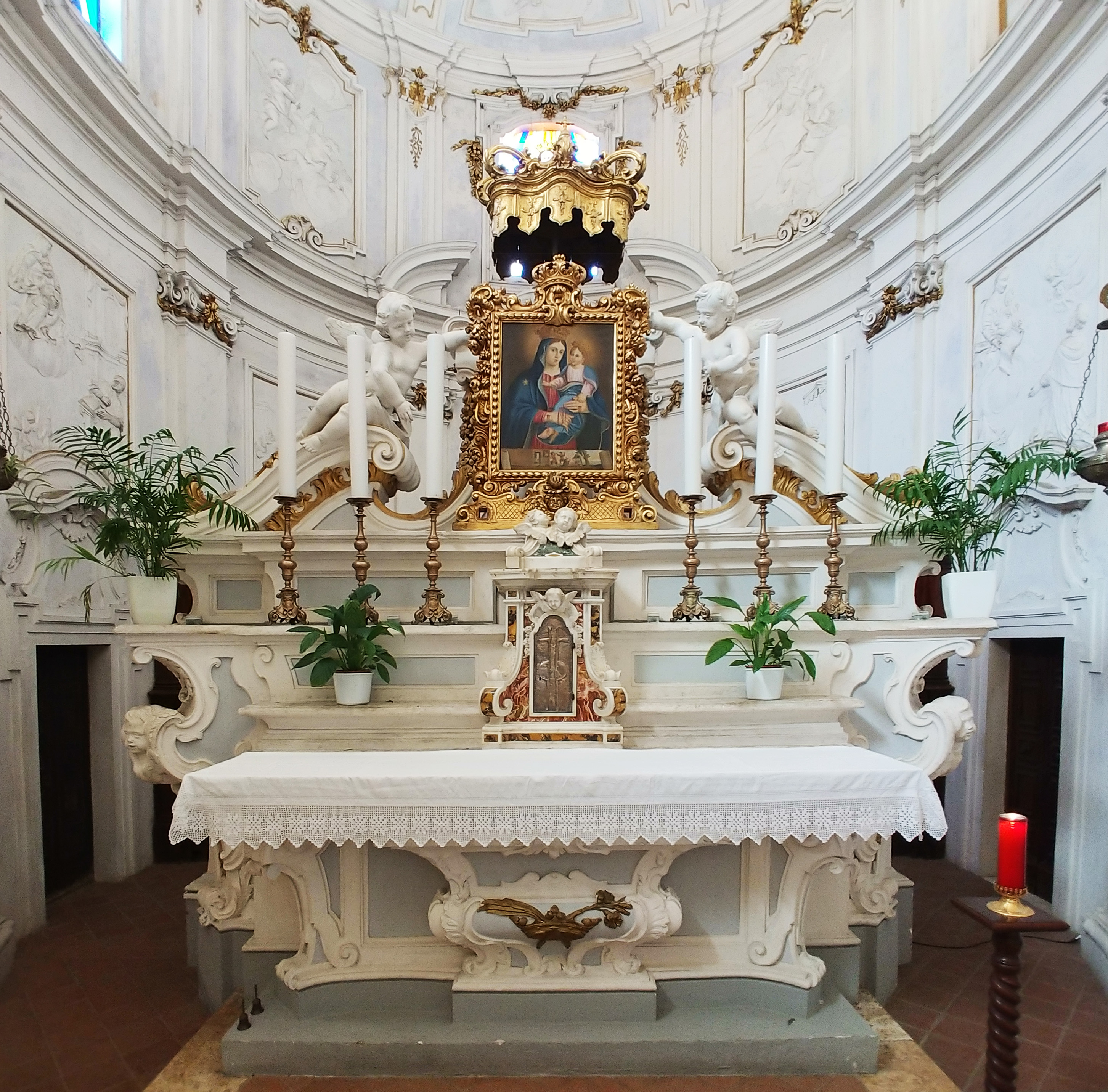
Altare maggiore
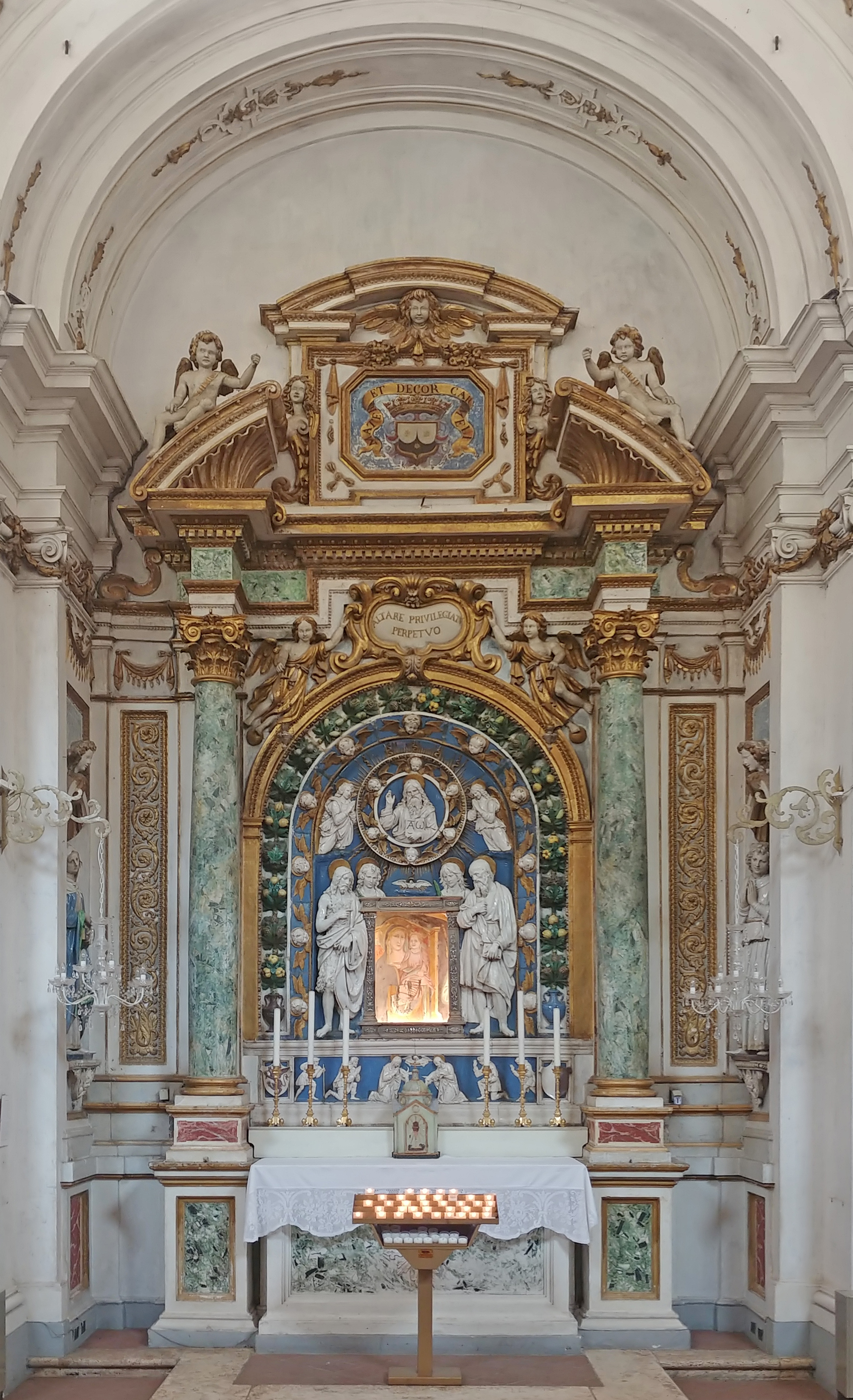
Altare della Madonna delle Grazie
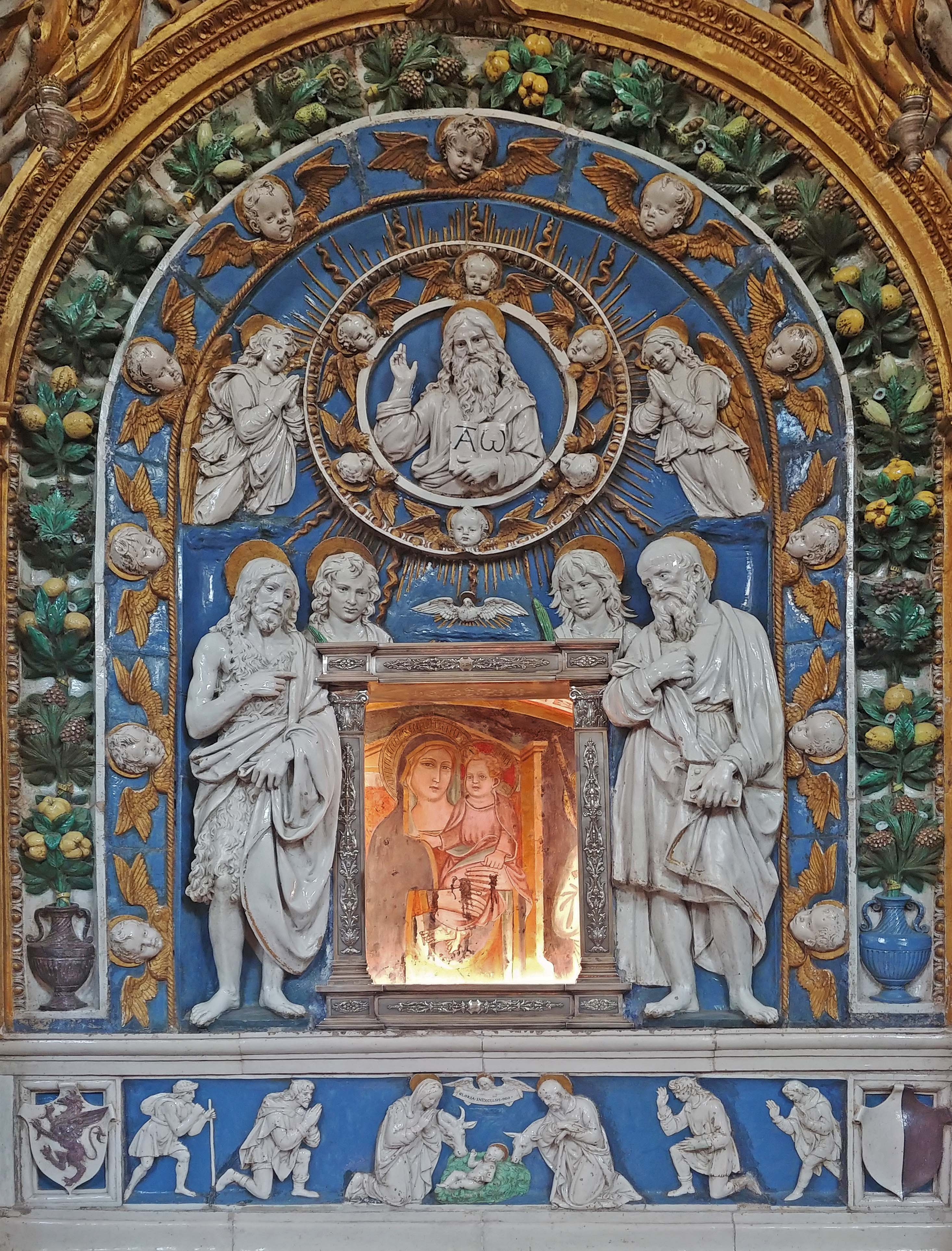
Andrea della Robbia, Dio Padre, Spirito Santo, angeli e santi
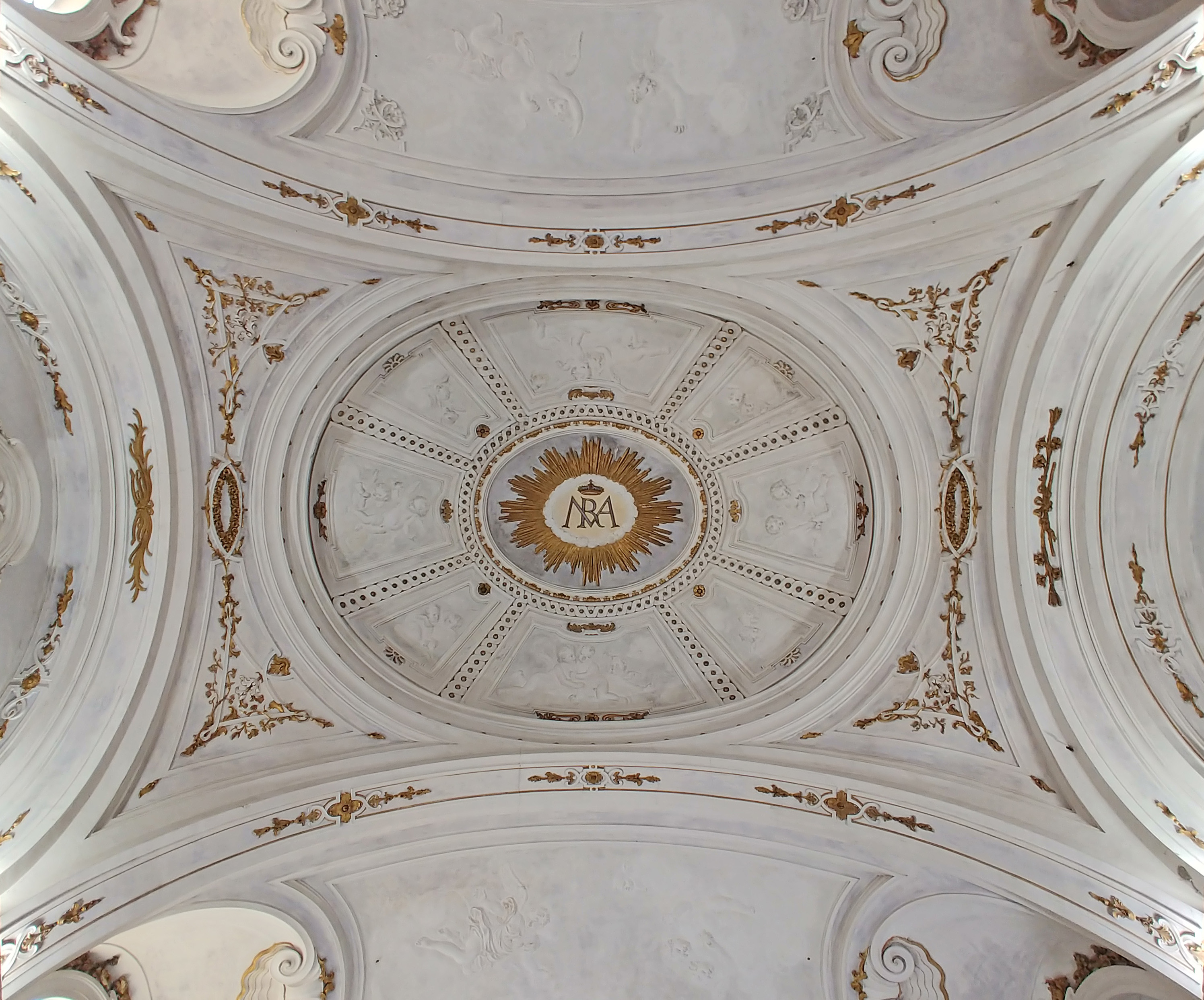
Particolare della volta della navata
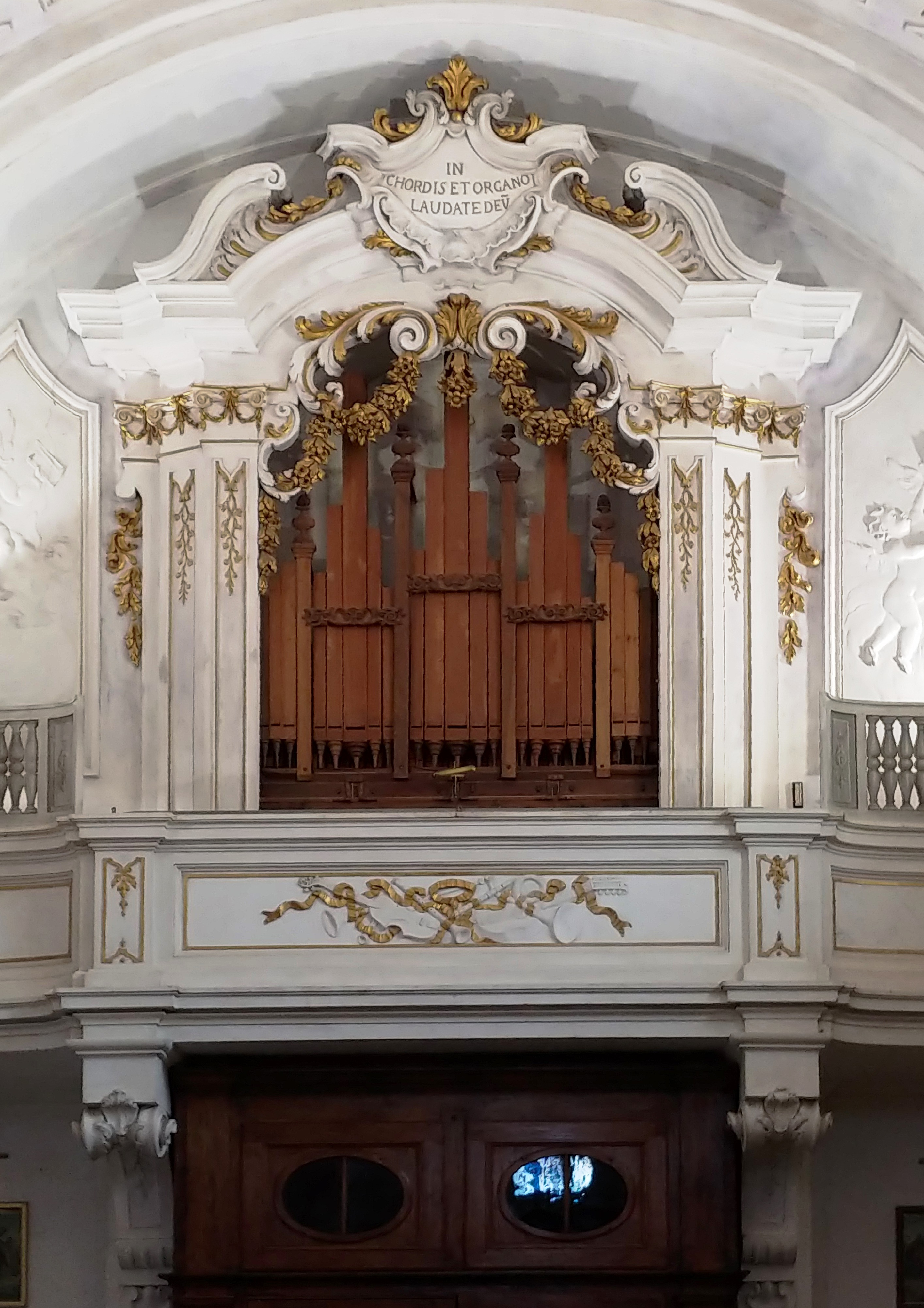
Organo a canne